# Diospyros subacuta
Diospyros subacuta är en tvåhjärtbladig växtart som beskrevs av William Philip Hiern. Diospyros subacuta ingår i släktet Diospyros och familjen Ebenaceae. Inga underarter finns listade i Catalogue of Life.